# Нью-Маркет (город, Миннесота)
Нью-Маркет (англ. New Market) — город в округе Скотт, штат Миннесота, США. На площади 1,6 км² (1,6 км² — суша, водоёмов нет), согласно переписи 2002 года, проживают 332 человек. Плотность населения составляет 203,6 чел/км².
- Телефонный код города — 952
- Почтовый индекс — 55054
- FIPS-код города — 27-45736[1]
- GNIS-идентификатор — 0648514[2]